# Ottumwa
Cette page contient des caractères spéciaux ou non latins. S’ils s’affichent mal (▯, ?, etc.), consultez la page d’aide Unicode.
La ville américaine d’Ottumwa (en anglais [əˈtʌmwə]) est le siège du comté de Wapello, dans le sud-est de l’Iowa, sur les rives de la rivière Des Moines. Sa population était en 2000 de 24 998 habitants.

## Personnalités liées à la ville
- Tom Arnold et Karen Morley, acteurs, sont nés à Ottumwa.

## Transport
L'aéroport d'Ottumwa se trouve au nord de la ville.

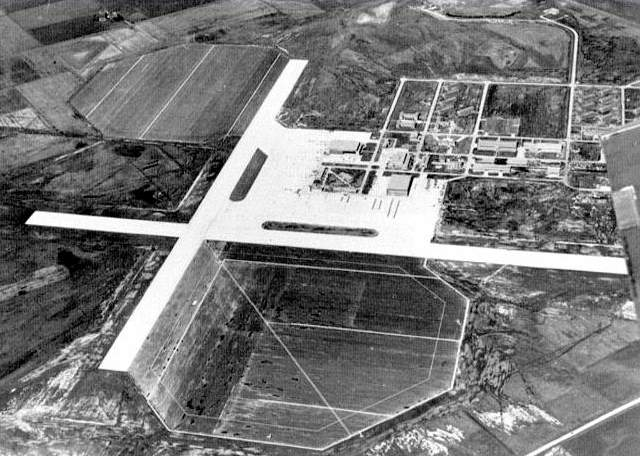
Vue aérienne de l'aéroport d'Ottumwa

## Source
- (en) Cet article est partiellement ou en totalité issu de l’article de Wikipédia en anglais intitulé « Ottumwa, Iowa » (voir la liste des auteurs).